# Acolutha pulchella
Acolutha pulchella är en fjärilsart som beskrevs av George Francis Hampson 1895. Acolutha pulchella ingår i släktet Acolutha och familjen mätare. Inga underarter finns listade i Catalogue of Life.